# Bahalana exumina
Bahalana exumina is een pissebed uit de familie Cirolanidae. De wetenschappelijke naam van de soort is voor het eerst geldig gepubliceerd in 2002 door Botosaneanu & Iliffe.